# 甲状腺ホルモン受容体
甲状腺ホルモン受容体（こうじょうせんホルモンじゅようたい、英: thyroid hormone receptor、略称: THR、TR）は、甲状腺ホルモンを結合することで活性化される核内受容体である。THRは転写因子として作用し、最終的には遺伝子の転写や翻訳の調節に影響を及ぼす（genomic effect）。これらの受容体には遺伝子発現制御以外の作用（non-genomic effect）も存在し、セカンドメッセンジャーの活性化、そして対応する細胞応答を引き起こす。

## 構造
全ての種類のTHRには4つのドメインが存在する。これらのうち2つはDNA結合ドメインとヒンジドメインであり、ホルモン応答エレメント（hormone response element、HRE）への結合に関与している。リガンド結合ドメインは、甲状腺ホルモンへの高親和性結合を可能にしている。4番目のドメインであるトランス活性化ドメインは、他の転写因子への結合を可能にしている。

## 機能
甲状腺ホルモン受容体は、代謝、心拍、個体発生の調節に重要な役割を果たしている。
これらの受容体は一般的にはレチノイドX受容体と結合し、ヘテロ二量体を形成する。不活性状態では、THRはコリプレッサーを結合することで遺伝子の転写を阻害している。活性化されると、これらの受容体は他のアクチベーター分子と結合するようになり、遺伝子の転写を開始する。THRは細胞の生存にも関与しており、遺伝子発現制御以外のnon-genomic effectも有すると考えられている。

## 作用機序
甲状腺ホルモンはトランスポーターによって細胞内へ輸送される。ホルモンは細胞内では、genomic effectとnon-genomic effectの双方を有する。Genomic effectは遺伝子の転写や翻訳に直接影響を及ぼす作用であるのに対し、non-genomic effectはこれらの過程を介さずにより迅速に細胞の変化を引き起こす。Non-genomic effectの一部はシグナル伝達を介して間接的に遺伝子発現を調節している場合もある。

### Genomic effect
THRは、単量体、他の核内受容体とのヘテロ二量体、またはホモ二量体としてHREに結合することで遺伝子発現を調節する。異なる核内受容体と二量体を形成することで、異なる遺伝子の調節が行われる。THRは核内においてレチノイン酸に応答する受容体の1つであるレチノイドX受容体（RXR）と相互作用することが一般的である。THR/RXRヘテロ二量体は、THRの最も転写活性の高い形態である。
甲状腺ホルモンが存在しない場合、THRはNCOR1、NCOR2などのコリプレッサーと複合体を形成している。こうしたコファクターが存在している場合、THRは転写不活性な状態でHREに結合する。この遺伝子転写阻害によって、遺伝子産物の緊密な調節が可能となっている。甲状腺ホルモンが結合するとトランス活性化ドメインのヘリックス12にコンフォメーション変化が引き起こされ、受容体/DNA複合体からコリプレッサーが除去される。そしてコアクチベーターがリクルートされ、DNA/THR/コアクチベーター複合体が形成される。この部位にリクルートされるコアクチベーターの1つがNCOA1である。RNAポリメラーゼがリクルートされると下流のDNAがmRNAへと転写される。こうして産生されたmRNAはその後、対応するタンパク質へと翻訳される。タンパク質産物は、甲状腺ホルモン存在下で観察される細胞機能の変化を駆動する。

### Non-genomic effect

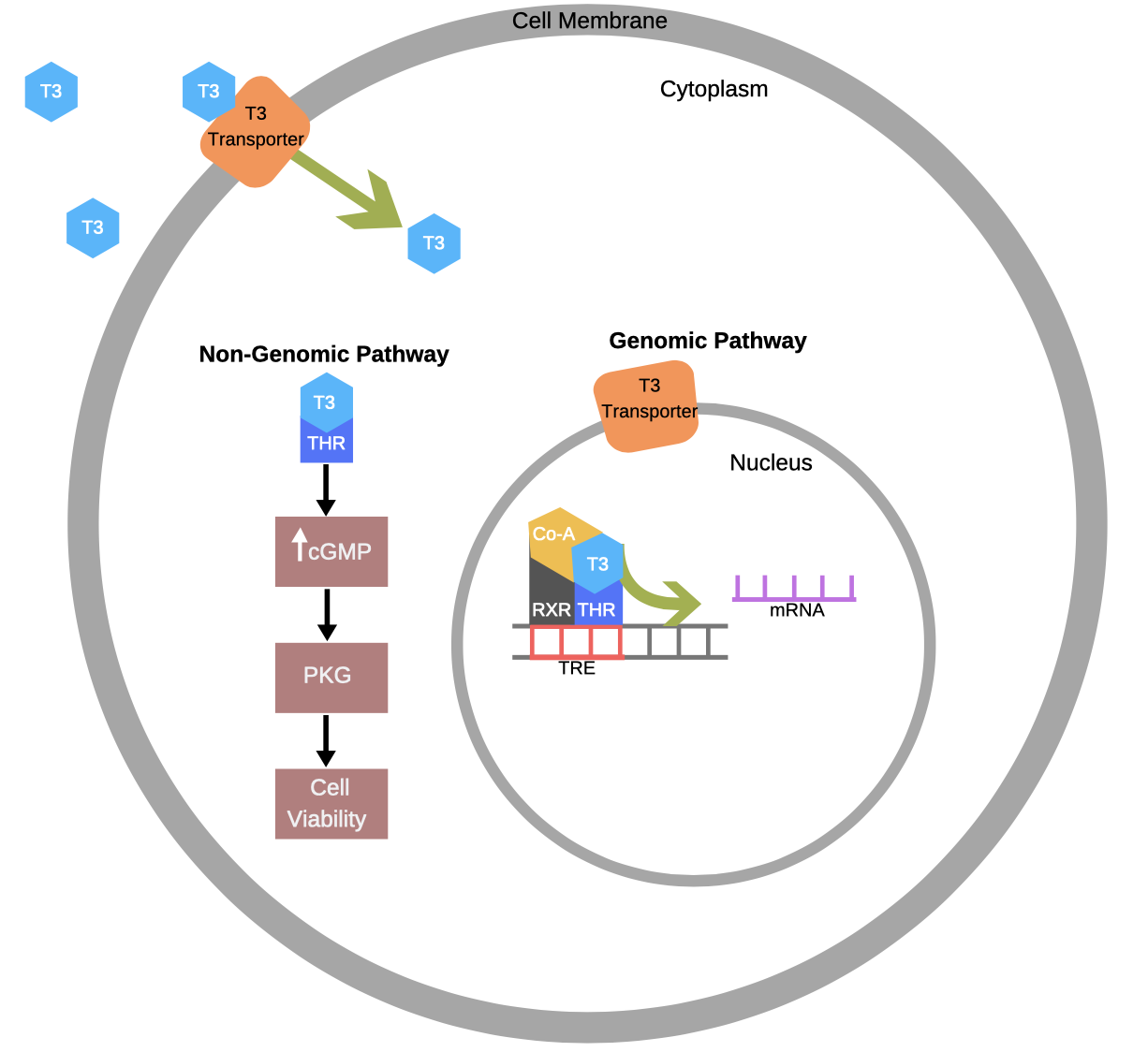
甲状腺ホルモンのgenomic effctとnon-genomic effectの例

Non-genomic effectは、非常に正確であるものの時間のかかる過程である転写や翻訳を必要としないため、genomic effectよりも速く生じる。当初、大部分の科学者はnon-genomic effectは核内受容体以外のタンパク質によって媒介されていると予測していたが、現在では細胞質におけるnon-genomic effectが典型的な核内受容体によって媒介されていることを示すエビデンスが蓄積している。
Non-genomic effectの例としては、細胞生存、ミトコンドリア代謝の調節、グルコース取り込みの刺激、細胞骨格構成の変化、膜上のイオンポンプ濃度の調節、骨形成の調節などが観察されている。こうしたnon-genomicシグナルの伝達を担う特異的分子機構は明らかにはされておらず、核内受容体によるgenomic effectとnon-genomic effectのどちらか一方の作用が選択的に損なわれる変異体を用いて両者の相対的重要性を明らかにするような実験は行われていない。近年、甲状腺ホルモンが主要な生理学的影響を及ぼしている脳の発生と代謝に関して、PI3キナーゼを介したTR-βシグナル伝達の特異的分子機構が同定された。

## アイソフォーム
甲状腺ホルモン受容体には、αとβという大きく2つの種類が存在する。THRA遺伝子にコードされているTR-α受容体には3種類のスプライスバリアントが、そしてTHRB遺伝子にコードされているTR-β受容体にも3種類のスプライスバリアントが存在する。下の表ではこれらのサブタイプの局在をまとめている。これらの中で、サイロキシンが結合することができるのはTR-α1、TR-β1、TR-β2、TR-β3のみである。
| アイソフォーム | 一般的な発現部位                               |
| -------------- | ---------------------------------------------- |
| TR-α1          | 広く発現。心筋、骨格筋、褐色脂肪、骨に高発現。 |
| TR-α2          | 広く発現。骨格筋、脳、腎臓に高発現。           |
| TR-α3          | 広く発現。骨格筋、脳、腎臓に高発現。           |
| TR-β1          | 広く発現。主に脳、肝臓、腎臓に発現。           |
| TR-β2          | 主に網膜、視床下部、下垂体前葉、蝸牛に発現。   |
| TR-β3          | N/A                                            |

## 疾患との関係
甲状腺ホルモン受容体の特定の変異は甲状腺ホルモン不応症と関連している。甲状腺ホルモン不応症の臨床診断は抵抗性の生じている部位によって異なり、下垂体もしくは末梢組織に限局している場合、または双方で生じている場合がある。双方の組織種で抵抗性がみられる場合には全身型と診断される。変異はTHRA、THRBのいずれの遺伝子にも観察されうるが、THRB遺伝子変異の方がはるかに多くみられる。

### THRB遺伝子変異
TR-βの変異による抵抗性は常染色体優性遺伝疾患である。このことは、この疾患の遺伝には3番染色体上に位置するTHRB遺伝子のいずれか1コピーの変異のみが必要であることを意味している。THRBの変異は視床下部-下垂体-甲状腺軸（HPT軸）の調節に直接影響を及ぼす。健康な人物では、下垂体に発現しているTR-β2はネガティブフィードバックによって甲状腺刺激ホルモン（TSH）濃度の調節に大きな役割を果たしている。TSHは甲状腺を刺激し、甲状腺ホルモンの分泌を促す。分泌された甲状腺ホルモンは甲状腺ホルモン受容体に対して作用し、TSHB遺伝子の転写を阻害する。このフィードバック阻害によってTSHのさらなる産生が停止され、下流の甲状腺ホルモンの分泌が阻害される。THRB遺伝子に変異が生じている場合、下垂体の甲状腺ホルモン受容体は甲状腺ホルモンを結合することができなくなる。そのため、TSHの産生と分泌が調節を受けることはなくなり、甲状腺は刺激され続けることとなる。このネガティブフィードバックループの喪失が、この疾患の患者にみられる甲状腺ホルモン濃度の上昇の原因となっている。

### THRA遺伝子変異
THRA遺伝子は17番染色体に位置する。THRBの変異とは異なり、THRAの変異はHPT軸を破壊するわけではない。TR-αの変異を原因とする抵抗性の場合、一般的には甲状腺ホルモン濃度上昇を示さないため診断はより困難を伴う。TR-α1の発現は心臓で高いため、この疾患では心血管系が大きな影響を受ける。さらに、甲状腺ホルモンは骨形成にも重要な役割を果たしている。そのため、この疾患の患者は一貫して低身長となる。

### 症状
甲状腺ホルモン不応症の症状は、甲状腺機能低下症でみられるものと類似している場合がある。甲状腺機能低下症は甲状腺が十分量の甲状腺ホルモンを産生しない疾患である。一方で、甲状腺ホルモン不応症の患者は甲状腺機能亢進症と類似した症状も示す場合もある。甲状腺機能亢進症は、甲状腺機能低下症と反対に過剰量の甲状腺ホルモンが産生される疾患である。こうした表出しうる症状の幅広さのため、この疾患は誤った診断がなされる場合があり、医療専門家による診断に困難を伴うことが多い。

#### 一般的な症状
- 抑うつ
- 視覚障害
- 心臓の問題
- 体重増加
- 疲労
- 聴覚障害
- 冷え性
- 虚弱
- 消化の問題
- 認知障害
- 月経周期の変化

### 治療
機能的な甲状腺ホルモン受容体が存在しないことが原因となっている甲状腺機能低下症の患者の治療は困難である。甲状腺ホルモン不応症患者に処方される治療法は、症状や抵抗性が生じている部位に大きく依存する。
甲状腺機能低下症と類似した症状の患者に対しては、通常の用量の甲状腺ホルモンの処方は症状の治療とはならない可能性がある。リガンドが効果を発揮するためには受容体に結合する必要があるが、THRBまたはTHRAに変異を有する人はリガンドが結合することができる受容体が少なく、それに対応して組織の甲状腺ホルモンに対する応答性も低下する。そのため、リガンドが機能的な受容体に到達する可能性が高くなるよう、より高用量のホルモンを処方される可能性がある。
甲状腺機能亢進症と類似した症状を示す患者に対しては、甲状腺ホルモンの処方はいかなる用量であっても症状を改善しない。こうした患者に対しては、交感神経活性化亢進の治療のためにβブロッカーが処方される場合がある。βブロッカーは、交感神経系の節後線維の神経伝達物質であるアドレナリンの競合阻害剤である。βブロッカーはアドレナリンの受容体への結合を遮断することで、不安、高血圧、不整脈などの症状を緩和することが観察されている。不安症状の治療のため、抗不安薬が処方される場合もある。